# Airton Langaro Dipp
Airton Lângaro Dipp (Passo Fundo, 15 de outubro de 1950) é um engenheiro, professor e político brasileiro, ex-prefeito de Passo Fundo.

## Biografia
Filho de Daniel Dipp, que também foi prefeito de Passo Fundo, irmão de Gilson Langaro Dipp, magistrado do Superior Tribunal de Justiça e do advogado e Juiz do TRE-RS Hamilton Langaro Dipp. Formado em engenharia civil na UFRGS, retornou a Passo Fundo, onde trabalhou como engenheiro e professor, até ser convidado para tornar-se Secretário Municipal de Obras, aos 26 anos de idade. Como um dos fundadores do PDT na cidade, foi eleito prefeito de Passo Fundo pela primeira vez em 1988, aos 38 anos. Depois de concluir seu mandato na prefeitura foi nomeado secretário estadual de Minas, Energia e Comunicações e conseguiu ser eleito duas vezes para o cargo de Deputado Federal (nos períodos de 1995-1998 e 1999-2002). Concorreu à reeleição em 2002, mas não foi bem sucedido. Foi então nomeado presidente da Empresa Brasileira de Correios e Telégrafos e assim que deixou a presidência dos Correios conseguiu um cargo como um dos diretores da Usina Hidrelétrica de Itaipu.
Em virtude do tempo em que foi presidente dos Correios, Dipp chegou a ser convocado a depor na CPI dos Correios por conta de diversos contratos suspeitos que foram celebrados durante sua gestão, bem como por ter sido acusado pelo presidente da Skymaster Airlines de ter recebido uma propina de R$ 600 mil reais para favorecer a empresa Promodal. Em sua defesa o ex-presidente da entidade negou todas as acusações. Naquela ocasião, Dipp acusou a SECOM afirmando que os editais dos processos de licitação dos Correios contavam com maior participação dos técnicos da referida Secretaria de Comunicação do que funcionários dos Correios em si, porém tal declaração foi contradita pela SECOM, que emitiu nota informando que nos referidos processos licitatórios houve a participação de três funcionários de carreira dos Correios e de apenas dois representantes dos quadros da SECOM.
Em 2004 e 2008 Dipp venceu novamente as eleições para prefeito de Passo Fundo. Em sua atuação como prefeito da cidade, e em conjunto com seu secretário de Mobilidade Urbana, Renato Lângaro, celebrou a assinatura do contrato que permitiu a instalação de dezenas de lombadas eletrônicas e semáforos com dispositivos de controle de velocidade, além de tecnologia de ponta para aplicação de multas de trânsito na cidade. Como resultado da iniciativa, a cidade tornou-se campeã estadual no que diz respeito às infrações de trânsito, a ponto de 80% das multas aplicadas no Estado por veículos parados sobre a faixa de pedestres terem ocorrido em Passo Fundo. Além disso, segundo levantamento de 2017, o município passou a detectar e punir cerca de 9.100 infrações por mês.
Nas eleições estaduais no Rio Grande do Sul em 2018, Dipp concorreu ao cargo de deputado estadual porém não conseguiu eleger-se.